# جيمس أ. جونسون (سياسي)
جيمس أ. جونسون هو محامي وسياسي أمريكي، ولد في 16 مايو 1829 في سبارتانبرغ في الولايات المتحدة، وتوفي في 11 مايو 1896 في سان فرانسيسكو في الولايات المتحدة. نشط حزبياً في الحزب الديمقراطي. وقد انتخب عضو مجلس ولاية كاليفورنيا ‏ وانتخب عضو جمعية ولاية كاليفورنيا ‏ وانتخب عضو مجلس النواب الأمريكي.